# 2010 FIFA World Cup
2010 FIFA World Cup serà el videojoc oficial de la Copa del Món de Futbol de 2010 desenvolupat per EA Canada. Es preveu que el publiqui EA Sports. El seu llançament fou el 27 d'abril del 2010 amb la presència de 199 seleccions nacionals al joc.

## Jugabilitat
Algunes novetats en el joc són amb respecte a FIFA 10: Jugar en los 10 Estadis Oficials Designats de la Copa del Món de Futbol de 2010 de Sud-àfrica.EA anuncià moltes millores respecte del FIFA 10 com major fatiga en llocs amb altitud, millors gràfics. També s'anuncià que els jugadores poden lesionar-se fora dels partits internacionals i un nou mode de penals.

## Equips
Els equips inclosos van ser confirmats per Electronics Arts el 17 de febrer de 2010. El joc posseeix 199 seleccions nacionals de les 204 que es van inscriure a les classificacions de la Copa del Món de Futbol de 2010 sent 208 nacions inscrites a la FIFA, 9 no apareixen per diferents raons.

### Àfrica (CAF)
| - Angola - Algèria - Benín - Botswana - Burkina Faso - Burundi - Cap Verd - Camerun - Txad - Comores - Congo - R.D. del Congo - Costa d'Ivori - Egipte - Eritrea - Etiòpia - Gabon - Gàmbia - Ghana - Guinea - Guinea-Bissau - Guinea Equatorial - Kenya - Lesotho - Libèria - Líbia | - Madagascar - Malawi - Mali - Marroc - Maurici - Mauritània - Moçambic - Namíbia - Níger - Nigèria - Rwanda - Senegal - Seychelles - Sierra Leone - Somàlia - Swazilàndia - Sud-àfrica - Sudan - Tanzània - Togo - Tunísia - Uganda - Djibouti - Zàmbia - Zimbabwe |

### Àsia (AFC)
| - Afganistan - Aràbia Saudita - Bahrain - Bangladesh - Cambodja - Xina - Xina Taipei - Corea del Nord - Corea del Sud - Emirats Àrabs Units - Hong Kong - Índia - Indonèsia - Iran - Iraq - Japó - Jordània - Kuwait - Kirguizstan - Líban | - Macau - Maldives - Malàisia - Mongòlia - Myanmar - Nepal - Oman - Pakistan - Palestina - Qatar - Singapur - Síria - Sri Lanka - Tailàndia - Tadjikistan - Timor Oriental - Turkmenistan - Uzbekistan - Vietnam - Iemen |

### Europa (UEFA)
| - Albània - Alemanya - Andorra - Armènia - Àustria - Azerbaidjan - Bèlgica - Belarús - Bòsnia i Hercegovina - Bulgària - Xipre - Croàcia - Eslovàquia - Eslovènia - Dinamarca - Escòcia - Espanya - Estònia - Finlàndia - França - Gal·les - Geòrgia - Grècia - Hongria - Anglaterra - Irlanda - Irlanda del Nord | - Islàndia - Illes Fèroe - Israel - Itàlia - Kazakhstan - Letònia - Liechtenstein - Lituània - Luxemburg - Macedònia - Malta - Moldàvia - Montenegro - Noruega - Països Baixos - Polònia - Portugal - República Txeca - Romania - Rússia - San Marino - Sèrbia - Suècia - Suïssa - Turquia - Ucraïna |

### Sud-àmerica (CONMEBOL)
| - Argentina - Bolívia - Brasil - Xile - Colòmbia | - Equador - Paraguai - Perú - Uruguai - Veneçuela |

### Nord-amèrica, Centreamèrica i Carib (CONCACAF)
| - Anguilla - Antigua i Barbuda - Antilles Holandeses - Aruba - Bahames - Barbados - Belize - Bermudes - Canadà - Costa Rica - Cuba - Dominica - El Salvador - Estats Units - Grenada - Guatemala - Guyana - Haití | - Hondures - Illes Caiman - Illes Turks i Caicos - Illes Verges Britàniques - Illes Verges Nord-americanes - Jamaica - Mèxic - Montserrat - Nicaragua - Panamà - Puerto Rico - República Dominicana - Saint Kitts i Nevis - Saint Vincent i les Grenadines - Saint Lucia - Surinam - Trinitat i Tobago |

### Oceania (OFC)
| - Austràlia - Fiji - Illes Cook - Illes Salomó - Nova Caledònia - Nova Zelanda | - Samoa - Samoa Americana - Tahití - Tonga - Vanuatu |

### Països no participants
- Papua Nova Guinea: Desqualificat de la classificació. (Oceania).
- Bhutan: Es retirà. (Àsia).
- Guam: Es retirà (Àsia)
- República Centreafricana: Es retirà. (Àfrica).
- São Tomé i Príncipe: Es retirà (Àfrica).
- Filipines: No participà (Àsia).
- Laos: No participà (Àsia).
- Brunei: No participà. (Àsia).